# Luciano Sánchez (calciatore 1994)
Luciano Federico Sánchez (Guaymallén, 25 gennaio 1994) è un calciatore argentino, difensore dell'Argentinos Juniors.

## Caratteristiche tecniche
È un terzino sinistro polivalente, in grado di giocare anche a centrocampo e sulla fascia opposta.

## Carriera
Sánchez è cresciuto nel settore giovanile dell'Independiente Rivadavia, con cui ha firmato un contratto professionistico ad inizio 2015. Ha debuttato in prima squadra il 6 giugno dello stesso anno, nell'incontro di Primera B Nacional perso 2-1 contro la Juventud Unida. Ha segnato il suo primo gol il 16 luglio 2017 contro il Villa Dálmine. In totale con il club biancoblu ha giocato per 8 stagioni, giocando 118 incontri e segnando 3 reti.
Il 4 febbraio 2022 è passato a titolo definitivo all'Argentinos Juniors, approdando per la prima volta in Primera División. Il 1º agosto 2023 ha subito la lussazione completa del ginocchio sinistro in seguito a uno scontro di gioco con Marcelo in un incontro di Coppa Libertadores contro il Fluminense, che lo ha costretto ad un lungo stop.

## Statistiche

### Presenze e reti nei club
Statistiche aggiornate al 3 agosto 2024.
| Stagione        | Squadra                 | Campionato      | Campionato | Campionato | Coppe nazionali | Coppe nazionali | Coppe nazionali | Coppe continentali | Coppe continentali | Coppe continentali | Altre coppe | Altre coppe | Altre coppe | Totale | Totale | Totale |
| Stagione        | Squadra                 | Comp            | Pres       | Reti       | Comp            | Pres            | Reti            | Comp               | Pres               | Reti               | Comp        | Pres        | Reti        | Pres   | Reti   |        |
| --------------- | ----------------------- | --------------- | ---------- | ---------- | --------------- | --------------- | --------------- | ------------------ | ------------------ | ------------------ | ----------- | ----------- | ----------- | ------ | ------ | ------ |
| 2015            | Independiente Rivadavia | PN              | 12         | 0          | CA              | 0               | 0               |                    | -                  | -                  |             | -           | -           | 12     | 0      |        |
| 2016            | Independiente Rivadavia | PN              | 1          | 0          | CA              | 0               | 0               |                    | -                  | -                  |             | -           | -           | 1      | 0      |        |
| 2016-2017       | Independiente Rivadavia | PN              | 12         | 1          | CA              | 1               | 0               |                    | -                  | -                  |             | -           | -           | 13     | 1      |        |
| 2017-2018       | Independiente Rivadavia | PN              | 20         | 0          | CA              | 0               | 0               |                    | -                  | -                  |             | -           | -           | 20     | 0      |        |
| 2018-2019       | Independiente Rivadavia | PN              | 23         | 0          | CA              | 2               | 0               |                    | -                  | -                  |             | -           | -           | 25     | 0      |        |
| 2019-2020       | Independiente Rivadavia | PN              | 6          | 0          | CA              | 0               | 0               |                    | -                  | -                  |             | -           | -           | 6      | 0      |        |
| 2020            | Independiente Rivadavia | PN              | 7          | 0          |                 | -               | -               |                    | -                  | -                  |             | -           | -           | 7      | 0      |        |
| 2021            | Independiente Rivadavia | PN              | 34         | 2          |                 | -               | -               |                    | -                  | -                  |             | -           | -           | 34     | 2      |        |
| 2022            | Argentinos Juniors      | PD              | 23         | 1          | CA+CdL          | 1+2             | 0               |                    | -                  | -                  |             | -           | -           | 26     | 1      |        |
| 2023            | Argentinos Juniors      | PD              | 16         | 0          | CA+CdL          | 1+0             | 0               | CL                 | 5                  | 0                  |             | -           | -           | 22     | 0      |        |
| 2024            | Argentinos Juniors      | PD              | 0          | 0          | CA+CdL          | 0               | 0               | CS                 | 0                  | 0                  |             | -           | -           | 0      | 0      |        |
| Totale carriera | Totale carriera         | Totale carriera | 154        | 4          |                 | 7               | 0               |                    | 5                  | 0                  |             | -           | -           | 166    | 4      |        |